# Ішані Сенанаяке
Ішані Сенанаяке (13 серпня 1995) — шрі-ланкійська плавчиня. Учасниця Чемпіонату світу з водних видів спорту 2017, де в попередніх запливах на дистанції 200 метрів вільним стилем посіла 46-те місце і не потрапила до півфіналів.